# NGC 798
NGC 798 este o galaxie eliptică situată în constelația Triunghiul. A fost descoperită în 10 decembrie 1871 de către Édouard Stephan⁠(d). Se află la o distanță de 68,56 de megaparseci de Pământ.